# Анна на шее (фильм)
«Анна на шее» — советский художественный фильм, снятый в 1954 году Исидором Анненским по своему сценарию, написанному по одноимённому рассказу А. П. Чехова. Лидер кинопроката (31,9 млн зрителей).
Приз — «Золотая оливковая ветвь» на Международном кинофестивале в Италии, 1957 год.

## Сюжет
«После венчания не было даже лёгкой закуски…» — Антон Чехов пишет в рассказе, положенном в основу сценария картины, о 18-летней девушке Анне, которая, желая помочь своей бедствующей семье, вынуждена была согласиться на брак с 52-летним чиновником Модестом Алексеевичем. После смерти матери её отец, учитель чистописания и рисования в гимназии, Пётр Леонтьич начал пить запоем, семья, в которой было ещё два младших брата, Петя и Андрюша, бедствовала, имущество грозили описать за долги… Свахи находят для Анны «выгодную партию»: немолодого чиновника, Модеста Алексеевича, обладателя поместья и значительного капитала.
Брак, который казался выходом из положения, помимо того, что был заключён без любви, принёс и другие разочарования: мужа Анна боялась, он проявлял скаредность, любил нравоучения, держал молодую жену практически взаперти — единственным обществом для Анны стали пожилые сослуживцы мужа, а также их не менее пожилые супруги. Отец и братья, оставшись одни, продолжали бедствовать, Модест Алексеевич помогал, но сопровождал свою помощь очередной порцией нотаций и упрёков. Анна постепенно дошла до мысли о неминуемом побеге из дома мужа, но все не могла решиться.
Всё изменилось во время Рождественского бала. Муж, надеявшийся на то, что Анна может понравиться губернаторше, а это поспособствует получению им ордена Святой Анны II степени, выдал деньги на платье, и Анна вложила в него весь свой вкус и фантазию. В новом платье и украшениях, сияющая, обрадованная долгожданной возможности развлечься, Анна была ослепительна и поразила всё губернское общество: от местных щёголей, до богача Артынова и самого губернатора. Модест Алексеевич, надеявшийся, что успех супруги поможет ему в продвижении по службе, не сразу понял, что с таким покровителем, как Его Сиятельство — Анна вдруг перестала его бояться и превратила в «род своего дворецкого»: и ему ничего не оставалось отныне как оплачивать счета супруги, которая вообще не обращала на него внимание, проводя время за развлечениями в обществе других мужчин. Впрочем, долгожданный орден Святой Анны «на шею» Модест Алексеевич всё-таки получает.
Но, наслаждаясь долгожданной свободой и удовольствиями, Анна совсем забыла своего отца и братьев. Их имущество было описано и отца с мальчиками выгнали из казённой квартиры.

## В ролях
- Алла Ларионова — Анна Петровна Соболева
- Александр Сашин-Никольский — Пётр Леонтьевич Соболев, отец Анны
- Петя Мальцев — Петя
- Саша Метёлкин — Андрюша
- Владимир Владиславский — Модест Алексеевич
- Михаил Жаров — Артынов
- Александр Вертинский — князь
- Наталия Белёвцева — княгиня
- Ирина Мурзаева — Мавра Григорьевна
- Владимир Шишкин — Дездемонов
- Геннадий Заичкин — Щёголев
- Галина Фролова — дама в киоске
- Алексей Грибов — Иван Иванович
- Александр Румнев — распорядитель на балу
- Татьяна Панкова — Аграфена Семёновна, портниха
- Георгий Гумилевский — буфетчик в театре
- Михаил Шишков — цыган
- Михаил Орлов — гусар
- Александра Денисова — дама
- Лев Потёмкин — господин на балу
- Вера Донская-Присяжнюк — цыганка

## Съёмочная группа
- Автор сценария и режиссёр — Исидор Анненский
- Оператор — Георгий Рейсгоф
- Художник — Александр Дихтяр
- Композитор — Лев Шварц
- Звукорежиссёр — Дмитрий Флянгольц
- Монтажёр — Р. О. Шор
- Спецэффекты А. Крылова и В. Осминкиной
- Директор — Владимир Роговой

## Критика
Критика ставила в вину фильму «облегчённость», некую «водевильность», отступления от первоисточника («больше Островского, чем Чехова»).
Кинокритик Людмила Погожева называла фильм «наиболее ярким примером экранизации Чехова, сделанной без понимания художественной идеи и стиля подлинника». Она писала, что «„роскошная жизнь“, окружающая Анну, показана добротно, с упоением, даже с каким-то восторгом», «то же произошло и с трактовкой образа героини, роль которой исполняла в фильме молодая актриса Алла Ларионова».
Известный критик Виктор Шкловский писал: «…получилась лента, в которой была изображена польза лёгкого поведения. Женщина оказалась морально не разоблачённой. И это произошло прежде всего оттого, что не было передано чеховское отношение к жизни». Шкловский утверждал: «Мир, в который попадает Анна, не страшен, а привлекателен. При кажущемся повторении сюжета, при его помощи раскрыто не то, что раскрывал Чехов… Сюжет Чехова был взят Анненским не как результат авторского познания мира, не как результат выявления нравственного отношения к явлениям жизни, а просто как занимательное событие».
Режиссёр и педагог Михаил Ромм высказывал следующее мнение: «Анненским снят не чеховский материал по самой стилистике… Большинство персонажей этой картины — не из того круга людей, который живописал Чехов». Он дал также следующую оценку: «Ошибочный выбор актёров, ошибочная трактовка образов, неверно сделанная среда — всё это следствие непонимания Анненским самого существа „Анны на шее“».
Кинокритик Пётр Багров отмечал: «…нарядная „костюмная“ лента с красавицей А. Ларионовой в главной роли была обречена на успех. Чеховского в картине было немного, скорее, опять возникало ощущение Чехонте…».
Киновед Cемён Фрейлих утверждал, что в фильме «есть скрытые достоинства, и это — мелодрама, то, что казалось „грехом“, изъяном, — как раз и дало долгую жизнь картине».